# Johnston Forbes-Robertson
Johnston Forbes-Robertson (16 de enero de 1853-6 de noviembre de 1937) fue un actor y director teatral inglés. Fue considerado el mejor Hamlet del siglo XIX y uno de los mejores actores de su tiempo, a pesar de su antipatía por su trabajo y por su creencia de no estar dotado temperamentalmente para la interpretación.

## Biografía
Nacido en Londres, era el mayor de los once hijos de John Forbes-Robertson, un crítico teatral y periodista de Aberdeen, y de su esposa Frances. Una de sus hermanas y dos de sus hermanos, Ian Forbes-Robertson(1859-19??) y Norman Forbes(1858-1932), también fueron actores. Fue cuñado de la afamada actriz Maxine Elliott.
Fue educado en la Charterhouse School. Desde un principio quiso ser artista, estudiando durante tres años en la Royal Academy. Inició una carrera teatral, a pesar de su deseo de independencia, cuando el dramaturgo William Gorman Wills, que le había visto en funciones particulares, le ofreció un papel en su obra Mary Queen of Scots.
Sus actuaciones le valieron, entre otras cosas, viajar a los Estados Unidos y trabajar con Sir Henry Irving. Fue aclamado como uno de los actores ingleses más refinados e individuales. Fue amigo personal del Duque de Sutherland y de su familia, y a menudo permanecía con ellos en Trentham Hall.
Forbes-Robertson en un principio llegó a una situación destacada gracias a sus actuaciones junto a Henry Irving, para posteriormente llegar a ser el mejor intérprete de Hamlet en el siglo XIX, según muchos críticos. Uno de sus primeros éxitos fue la obra de W. S. Gilbert Dan'l Druce, Blacksmith. Destacaba por su elocución, motivo por el cual George Bernard Shaw escribió el papel de Julio César en Caesar and Cleopatra pensando en él. Otros de los grandes papeles de Forbes-Robertson fueron Romeo, Otelo, Leontes en Cuento de invierno, y el personaje principal de The Passing of the Third Floor Back (filmada en 1916). No interpretó a Hamlet hasta los 44 años de edad, pero tras su éxito con el papel siguió haciéndolo hasta 1916, incluyendo un film mudo (1913), lo cual indica su grandeza con el personaje. Shaw le consideraba el mejor Hamlet que él nunca había visto.
Fue también un pintor de talento que hizo un retrato de su mentor Samuel Phelps, actualmente expuesto en el Garrick Club de Londres. Forbes-Robertson actuó en varias funciones con la dotada actriz Mary Anderson durante la década de 1880. Se enamoró de ella y le propuso matrimonio. Ella rechazó la oferta, aunque conservaron la amistad. En 1900, a los 47 años, se casó con la actriz Gertrude Elliott, con la que tuvo cuatro hijas: Maxine Forbes-Robertson(1901), Jean Forbes-Robertson (1905-1962, fue actriz), Chloe Forbes-Robertson(1909), y Diana Forbes-Robertson (1914-1988), que escribió una biografía de su tía Maxine Elliott.
En 1913, a los 60 años de edad, Forbes-Robertson fue nombrado caballero.
En sus últimos años de vida produjo piezas teatrales de George Bernard Shaw y de Jerome K. Jerome. Entre sus trabajos literarios se incluyen: The Life and Life-Work of Samuel Phelps (actor y director teatral), y The Great Painters of Christendom From Cimabue to Wilkie.
Forbes-Robertson  falleció en 1937, a los 84 años, en St. Margaret's Bay, cerca de Dover, Inglaterra.